# Lycodon ferroni
Lycodon ferroni es una especie de serpientes de la familia Colubridae.

## Distribución geográfica
Es endémica de la isla de Sámar (Filipinas).